# Lalaine
Lalaine Ann Vergara-Paras (Burbank, California, 3 de junio de 1987) más conocida como Lalaine, es una ex actriz y cantante estadounidense de ascendencia china, filipina y española.

## Infancia
Lalaine es hija de padres filipinos, pero ha nacido y vivido en Los Ángeles, California.
Es de ascendencia filipina, china y española. La gente le pregunta si es española, y ella dice tener algo de latina, pero no sólo eso, también dice estar orgullosa de su variada ascendencia étnica.

## Carrera como actriz
Lalaine es normalmente conocida por su primer nombre y reconocida por su actuación como Miranda Isabella Sanchez en la famosa serie de Disney, Lizzie McGuire, junto a Hilary Duff. Ella repitió este papel en el capítulo piloto de la serie What's Stevie Thinking?, una serie que iría sobre la hermana menor de Miranda. Sin embargo, no salió al aire en el 2005 como originalmente se esperaba, ya que la serie fue cancelada. Lo último que se supo fue que en el casting para Stevie Sanchez sería desde un principio Selena Gomez quien interpretaría dicho personaje.

## Filmografía
| Año       | Película/ TV show        | Papel           | Notas                                        |
| --------- | ------------------------ | --------------- | -------------------------------------------- |
| 1999      | Annie                    | Kate            | Película de televisión                       |
| 1999      | Borderline               | Theresa         | Película de televisión                       |
| 2001–2004 | Lizzie McGuire           | Miranda Sanchez | Elenco principal, serie de TV Disney Channel |
| 2003      | You Wish!                | Abby            | Película de televisión                       |
| 2003      | Buffy the Vampire Slayer | Chloe           | 2 episodios                                  |
| 2004      | Promised Land            | Norma           |                                              |
| 2007      | Her Best Move            | Tutti           |                                              |
| 2009      | Royal Kill               | Jan             |                                              |
| 2010      | Easy A                   | Chica cotilla   | Cameo                                        |

## Carrera como cantante
Lalaine en su carrera como cantante ha lanzado varios álbumes y varios sencillos.

### Discografía

#### Álbumes
| Álbum        | Lanzamiento |
| ------------ | ----------- |
| Inside Story | 2003        |

### EP
| EP     | Lanzamiento |
| ------ | ----------- |
| Hautes | 2004        |